# Jack Burke

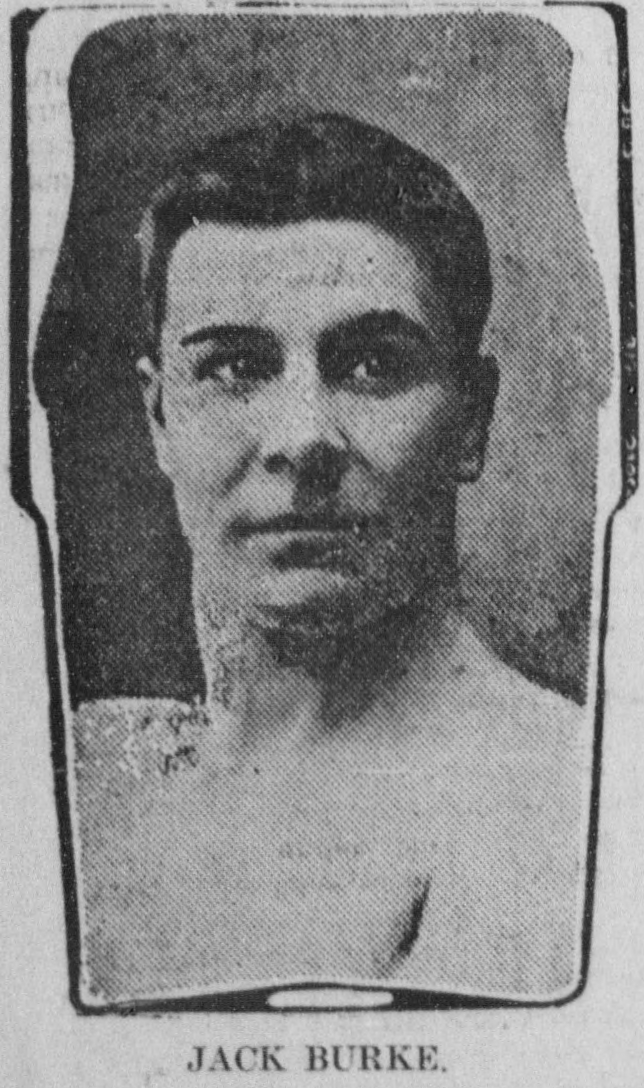
Jack Burke

John „Jack“ Burke (* 1874 oder 1875; † 14. Februar 1942 in Plainfield, New Jersey) war ein US-amerikanischer Boxer. Er bestritt in seiner Karriere gegen Andy Bowen den längsten Boxkampf aller Zeiten.

## Leben
Über das Leben Burkes liegen nur spärlich Informationen vor. Der lange dauernde Kampf gegen seinen Kontrahenten um einen Titel im Leichtgewicht scheint das denkwürdigste Ereignis seiner Boxkämpfe gewesen zu sein. Es hat ihm in den 1890er Jahren offenbar zu Ruhm verholfen.
Am Abend des 6. April 1893 traten für ein Preisgeld von 2.500 US-Dollar Andy Bowen und John „Jack“ Burke im „Olympic Club“ von New Orleans zu einem Wettkampf an. Als der Kampf um 21:00 Uhr (Quellen sprechen auch von 21:15 Uhr oder 21:30 Uhr) begann, ahnte niemand, Zeuge eines historischen Ereignisses zu werden. Die Kontrahenten, bereits ausgestattet mit Boxhandschuhen, wollten den Regeln gemäß in 3-Minuten-Runden kämpfen, bis der Sieger feststand. Als Ringrichter fungierte John Duffy, der häufig in Wettkämpfen Bowens die Regeleinhaltung beurteilte.
In den ersten 14 Runden waren beide Boxer bestrebt, zu einer schnellen Entscheidung zu kommen. Doch dann ließen ihre Kräfte nach und beide warteten darauf, dass der Gegner sich eine Blöße geben würde. Um 3:00 Uhr nachts war Runde 89 erreicht. Über Bowen wurde zu dieser Zeit gesagt, dass er ein gebrochenes Handgelenk habe. Einige Zuschauer wanderten ab, um sich um das Frühstück zu kümmern, andere waren vom Schlaf übermannt und auch der Reporter der Lokalzeitung „Daily Picayune“ litt unter Ermattung.
Nach 7 Stunden und 19 Minuten waren 110 Runden ausgetragen. Beide Boxer waren ausgepumpt. Auch bei Burke waren in beiden Händen Knöchel gebrochen. Als die Glocke Runde 111 einläutete, kam keiner der Kontrahenten mehr aus seiner Ecke und Ringrichter Duffy beendete Quellen zufolge um 4:43 Uhr mit der Feststellung „No contest“ („kein Kampf“) das Geschehen. Der Boxkampf wurde später als „Unentschieden“ gewertet.
Burke soll nach diesem Erlebnis nie mehr in den Ring gestiegen sein. Er starb mit 67 Jahren in Plainfield (New Jersey) an Verletzungen, die er augenscheinlich im Straßenverkehr erlitten hatte.
Der Boxer darf nicht mit dem gleichnamigen „bare-knuckle“-Boxer Jack Burke (1861–1897), Spitzname „The Irish Lad“, verwechselt werden.